# 卵叶桂
卵叶桂（学名：Cinnamomum rigidissimum）为樟科樟属的植物。分布于台灣本島以及中国大陆的广东、广西等地，生长于海拔380米至1,700米的地区，多生长于林中沿溪边，目前尚未由人工引种栽培。

## 别名
卵叶樟（海南植物志） 硬叶樟（中山大学学报）